# Jurij Reznik
Jurij Ivanovyč Reznik (in russo Юрий Иванович Резник?, angl. Yuri Ivanovich Reznik; Poltava, 13 agosto 1954) è un allenatore di calcio ed ex calciatore sovietico, di ruolo attaccante.

## Carriera
Dopo aver giocato per lo Stroitel Poltava, tra il 1973 e il 1974 gioca per Gornit Cherkassy e Cernihiv prima di stabilirsi definitivamente a Donetsk. Con lo Shakhtar si fa notare nel 1977, piazzandosi al quinto posto nella classifica marcatori con 9 reti. Nel 1979 si trasferisce alla Dinamo Mosca per poi passare allo Spartak Mosca nel 1983. Dal 1985 ritorna a Poltava per giocare nelle divisioni minori del calcio sovietico con la casacca del Vorskla, società nella quale abbandona il calcio giocato nel 1989. Sempre nel 1989, per un breve periodo, impiega l'incarico di vice allenatore nel Vorskla.
Totalizza 192 presenze e 31 gol nella massima divisione sovietica. Vanta 8 presenze (4 con lo Shakhtar, 2 a testa con Dinamo e Spartak Mosca) e 2 reti nella Coppa UEFA, segnate con la maglia dello Shakhtar Donetsk il 2 novembre del 1976 contro gli ungheresi dell'Honvéd (2-3), giocando anche due partite contro la Juventus (doppio confronto perso 3-1). Conta anche 5 presenze (2 con lo Shakhtar e 3 con la Dinamo Mosca) e una rete (con lo Shakhtar) in Coppa delle Coppe: l'unico gol è siglato il 27 settembre del 1978 contro il Barcellona (1-1).